# Paʻanga
El pa‘anga (en anglès, Tongan dollar) és la moneda de curs legal a Tonga. Un pa‘anga està dividit en cent seniti. El codi ISO és TOP, i l'abreviació usual és T$ (¢ per al seniti). En anglès, llengua cooficial a Tonga, el pa‘anga s'anomena dollar i el seniti és cent. Existeix també la unitat hau, equivalent a cent pa‘angas, però no està en circulació i només s'utilitza per a monedes commemoratives.
És emès pel Banc Nacional de Reserva de Tonga (Pangike Pule Fakafonua 'o Tonga / National Reserve Bank of Tonga).

## Història
Pa‘anga era el nom del joc de tirar còdols sobre la superfície de l'aigua perquè rebotin. L'any 1806 els habitants de l'illa Lifuka van atacar el vaixell anglès Port-au-Prince, el van saquejar i el van cremar. Entre els supervivents va destacar William Mariner, de quinze anys, que va ser acollit per Finau, el cap dels tongans, interessat a aprendre coses del món occidental. Entre altres coses, Mariner li va explicar què són els diners i per a què servien les peces d'or que ells utilitzaven per jugar a pa‘anga a falta de cap més utilitat.
El 1967, quan es va adoptar el sistema decimal, es va substituir la lliura de Tonga (T£) per una nova unitat i es va recuperar el nom de pa‘anga, que havia adquirit el significat de 'diners'.

## Monedes i bitllets

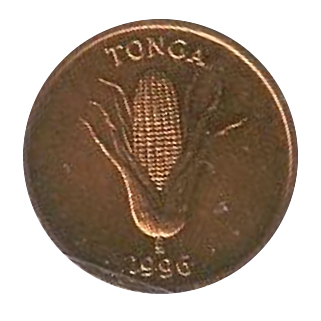
Anvers d'1 seniti de 1996

Només hi ha monedes per als cèntims: 1, 2, 5, 10, 20 i 50 seniti. Les monedes d'1, 2 i 3 pa‘angas són per a col·leccionistes.
Els bitllets tenen un valor nominal d'1, 2, 5, 10, 20, 50 i 100 pa‘angas. L'anvers és en tongalès, amb el retrat del rei Taufa‘ahau Tupou IV, i el revers és en anglès, amb motius típics de Tonga.

## Taxes de canvi
- 1 EUR = 2,37 TOP (18 de novembre del 2005)
- 1 USD = 2,01 TOP (18 de novembre del 2005)